# Calanthemis trifasciatus
Calanthemis trifasciatus är en skalbaggsart som beskrevs av Hintz 1911. Calanthemis trifasciatus ingår i släktet Calanthemis och familjen långhorningar. Inga underarter finns listade.